# 知識城駅
知識城駅（ちしきじょうえき、中文表記: 知识城站、英語: Sino-Singapore Guangzhou Knowledge City Station）は、広州地下鉄14号線知識城支線の駅。

## 沿革
- 2014年 - 着工。
- 2017年12月28日- 開業[1]。

## 駅構造
島式ホーム1面2線の地下駅。

## 出入口

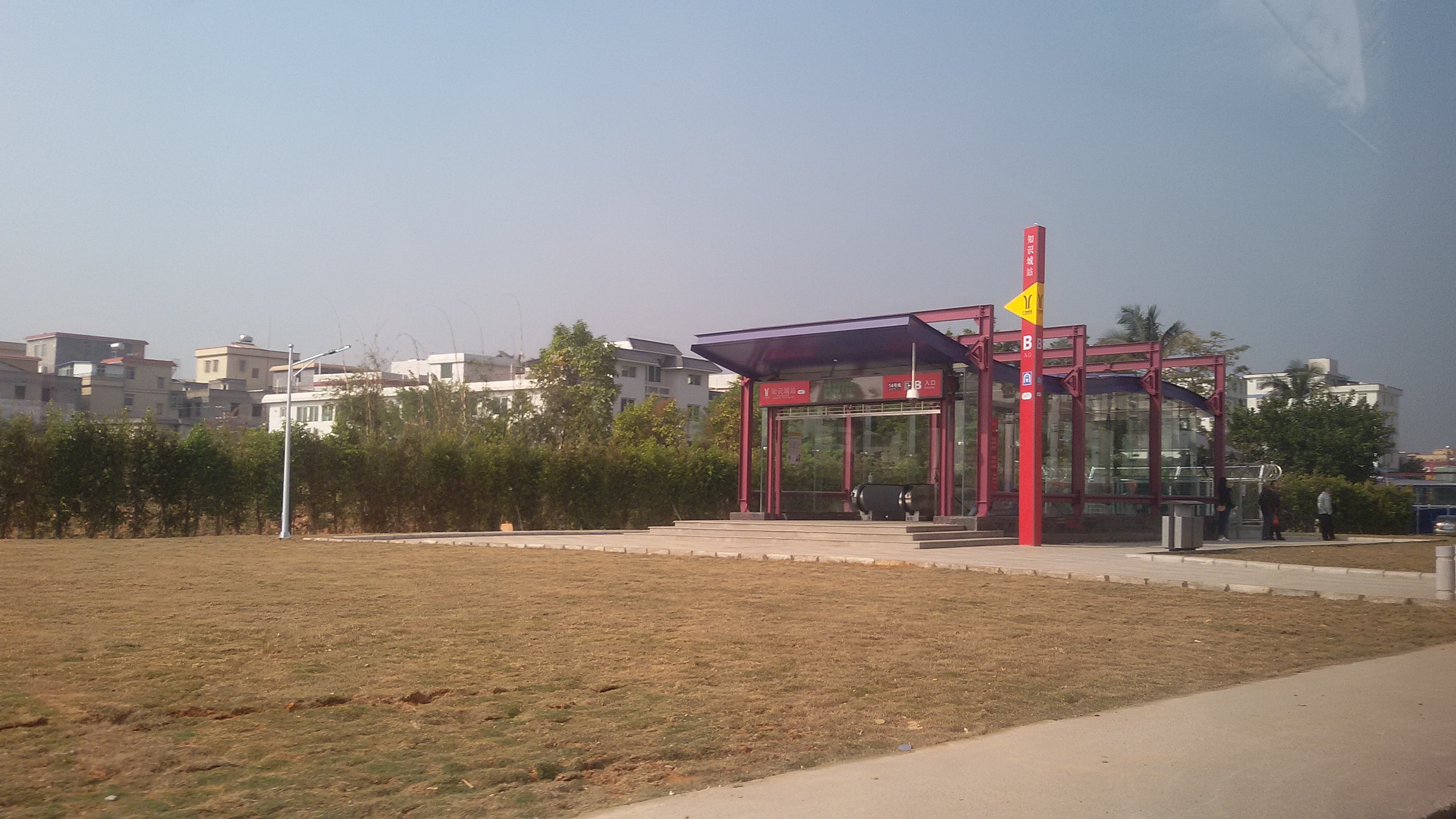
B出入口

| 出口番号 | 出口がある場所 | 出口の周辺                             |
| -------- | -------------- | -------------------------------------- |
| 出口A    | 九龍大道       | 育賢路、地鉄知識城駅（九仏医院）バス停 |
| 出口B    | 九龍大道       |                                        |

## 隣の駅
広州地下鉄
■14号線 知識城支線
楓下駅 - 知識城駅 - 何棠下駅

## 駅周辺
- 中新広州知識城（中国語版）
- 九仏医院（中国語版）
- 鳳凰山公園（中国語版）
- 広州開発区外国語学校九仏校
- 九仏郵政所

## ギャラリー

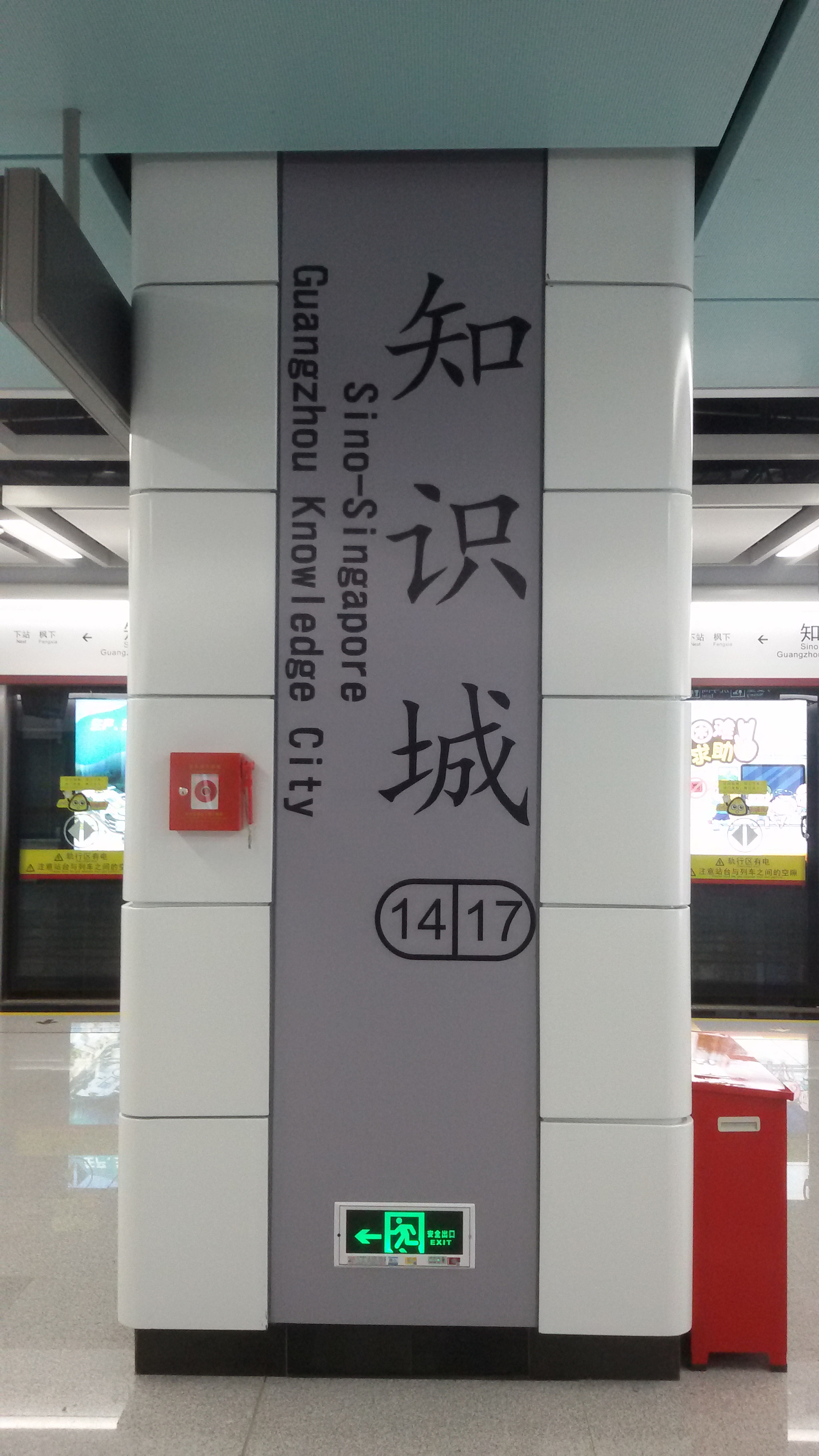
駅名標
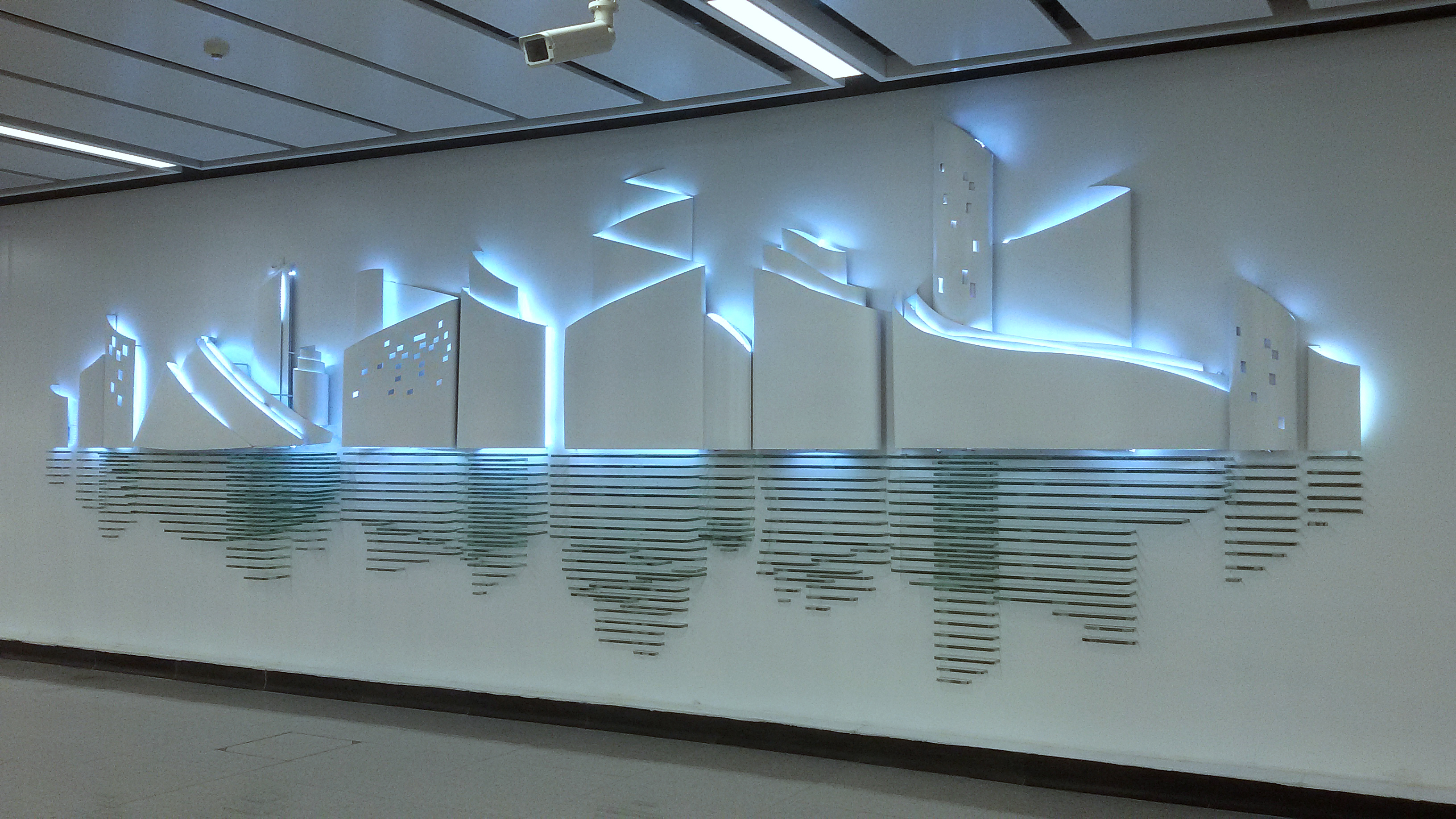
駅の壁面装飾
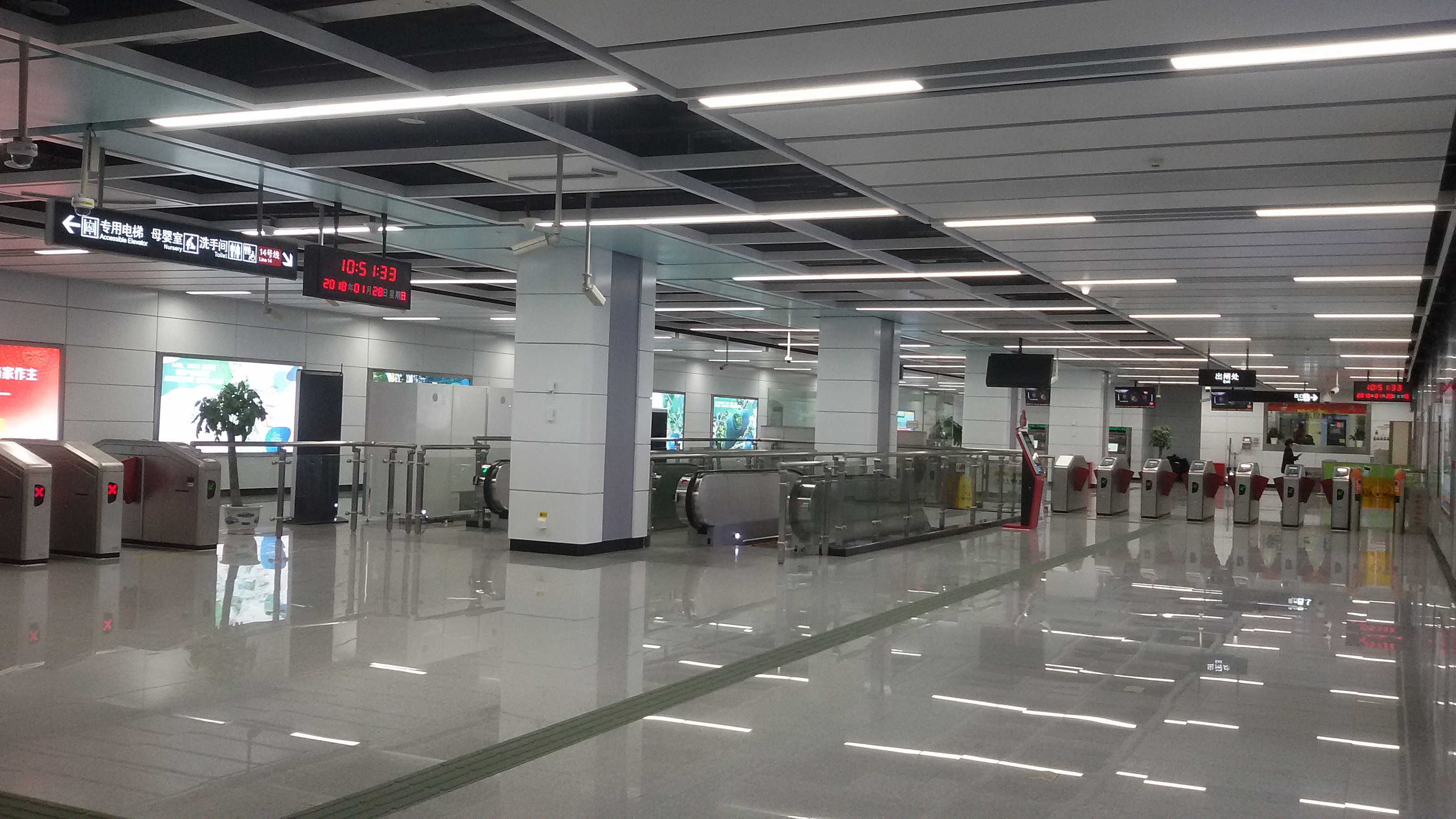
改札口